# Merboltice
Merboltice là một làng thuộc huyện Děčín, vùng Ústecký, Cộng hòa Séc.